# Johanna Charlotte Unzer

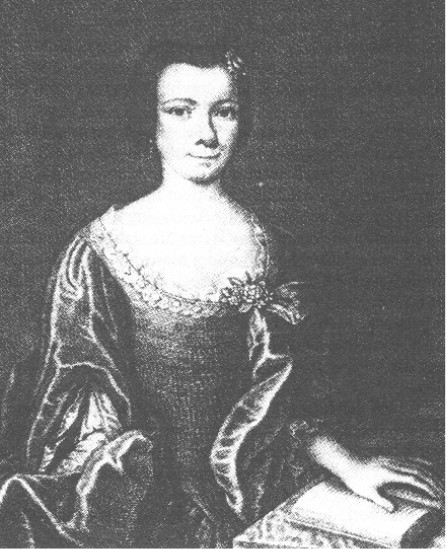
Johanna Charlotte Unzer

Johanna Charlotte Unzer (* 27. November 1725 in Halle an der Saale; † 29. Januar 1782 in Altona), auch unter Johanne Charlotte Unzer-Ziegler oder schlicht unter Zieglerin bekannt, war eine deutsche Dichterin und Philosophin.
Sie war die Tochter des Organisten und Musikdirektors Johann Gotthilf Ziegler und der Anna Elisabeth, geb. Krüger. Im Jahr 1751 heiratete sie den Mediziner Johann August Unzer. Im gleichen Jahr veröffentlichte sie ihr Werk Grundriß einer Weltweisheit für das Frauenzimmer mit  einem Vorwort ihres Onkels Johann Gottlob Krüger; die zweite Auflage erschien 1767. Johanne Charlotte Unzer wollte möglichst viele Leserinnen erreichen und die Bildung der Frauen fördern. Zu ihren Lebzeiten hatte sie eine große Leserschaft, später geriet sie jedoch weitgehend in Vergessenheit.
Unzer war Ehrenmitglied der Deutschen Gesellschaften in Helmstedt und Göttingen, die nach dem Vorbild der Gottschedschen Deutschen Gesellschaft in Leipzig gegründet worden waren. 1753 wurde ihr die kaiserlich privilegierte Dichterkrone einer Poeta laureata verliehen, wenn auch der Titel zu dieser Zeit längst seinen gesellschaftlichen Stellenwert verloren hatte. 
Der nicht-poetische Teil von Unzers Gesamtwerk wird in der Regel der Popularphilosophie der Aufklärung zugerechnet.
Ihr Grundriß einer Weltweisheit für das Frauenzimmer wird als Textvorschlag im Rahmenplan für Unterricht und Erziehung in der Berliner Schule im Bereich „Entstehungs- und Rezeptionsbedingungen der Literatur seit der Mitte des 18. Jahrhunderts“ angegeben.

## Werke
- Grundriß einer Weltweißheit für das Frauenzimmer. Zweyte Auflage 1767 books.google. Bearbeitete Neuauflage der 2. Auflage 1767, hrsg. von Heidemarie Bennent-Vahle. Ein-Fach-Verlag, Aachen 1995, ISBN 3-928089-07-2.
- Versuch in Scherzgedichten (1751) books.google
- Sittliche und zärtliche Gedichte (1754) books.google
- Fortgesetzte Versuche in sittlichen und zärtlichen Gedichten (1766) books.google
- Grundriß einer natürlichen Historie und eigentlichen Naturlehre für das Frauenzimmer, 1751, Digitalisat an der SLUB Dresden.